# 8629 Chucklorre
8629 Chucklorre è un asteroide della fascia principale. Scoperto nel 1981, presenta un'orbita caratterizzata da un semiasse maggiore pari a 3,1503941 au e da un'eccentricità di 0,1747460, inclinata di 5,44842° rispetto all'eclittica.
L'asteroide è dedicato al regista statunitense Chuck Lorre.